# Amastus fuscoides
Amastus fuscoides är en fjärilsart som beskrevs av Rothschild 1935. Amastus fuscoides ingår i släktet Amastus och familjen björnspinnare. Inga underarter finns listade i Catalogue of Life.